# Pida postalba
Pida postalba är en fjärilsart som beskrevs av Alfred Ernest Wileman 1910. Pida postalba ingår i släktet Pida och familjen tofsspinnare. Inga underarter finns listade i Catalogue of Life.